# فرهنگ معاصر کیمیا
فرهنگ معاصر کیمیا یک واژه‌نامهٔ فارسی به انگلیسی است که در سال ۱۳۸۵ منتشر شد و تا سال ۱۳۹۷ به چاپ دهم رسید.

## نقد
بهاءالدین خرمشاهی نقد مفصلی بر این فرهنگ نوشت و برای همین نقد برگزیدهٔ جشنوارهٔ نقد کتاب شد.
نقد دیگری نیز در نشریه فرهنگ‌نویسی منتشر شد.